# DNAPL
DNAPL（英: Dense Non-Aqueous Phase Liquid）とはNAPL(非水溶性液体)の一分類。密度が水より大きい（重い）場合、DNAPLと呼ばれる。なお、水より軽い（密度が小さい）NAPLはLightを付してLNAPLと呼ばれる。
これ自体は化学的な性質を示す概念だが、主に地下水や土壌などの環境汚染に関してよく使われる語で、環境工学、地質学、水文学、水文地質学などで研究対象となる。
代表的な例としてはトリクロロエチレン(TCE)のような有機化合物（有機塩化物）で、産業分野で広く使われているが、これらは処理や漏洩によって環境中に流出し、地中に入って汚染物質となる。その際、水溶性の物質とは異なり、複雑な挙動を示すことが知られている。
例えばテトラクロロエチレンの場合、表面張力が小さく水よりも重いので、水が透過できない層でも透過してさらに地中深くまで浸透することがあるし、地下水層に留まって少しずつ水に溶けて汚染することもある。揮発性があるので、地中空気に溶け込み、液体のままでは起きないような動きを見せることもある。また、地中に含まれる微生物によって分解される際に、さらにジクロロエチレンなどの別の汚染物質ができる。

## DNAPLの例
- 有機塩素化合物
  - トリクロロエチレン
  - テトラクロロエチレン
  - テトラクロロメタン（四塩化炭素）
- コールタール　クレオソート油
- ポリ塩化ビフェニル
- 水銀
- 超重質原油（API比重が10未満のもの）